# Alex Valera
Pour les articles homonymes, voir Valera.
Alex Eduardo Valera Sandoval, né à Pomalca dans la province de Chiclayo (nord du Pérou) le 16 mai 1996, est un footballeur péruvien jouant au poste d'attaquant.

## Biographie

### Carrière en club
Alex Valera commence sa carrière dans le football semi-professionnel et remporte notamment la Copa Perú en 2018 au sein du Pirata FC. Finaliste de l'épreuve en 2019 avec le Deportivo Llacuabamba, il accède avec ce dernier club à la 1re division péruvienne en 2020.
L'année suivante, il signe pour l'Universitario de Deportes et dispute les Copa Libertadores 2021 (six matchs, deux buts) et 2022 (deux matchs). Après un bref passage à l'Al-Fateh SC en Arabie saoudite lors du deuxième semestre de 2022, il retourne dès janvier 2023 à l'Universitario. Il s'y distingue en marquant deux hat-trick consécutifs en championnat les 29 avril et 19 mai 2023 contre le Sport Boys et l'Universidad César Vallejo, respectivement.

### Carrière en équipe nationale
Valera a l'occasion de jouer avec l'équipe du Pérou de beach soccer lors de la Copa América de 2018. Il est convoqué pour la première fois en équipe du Pérou par le sélectionneur Ricardo Gareca qui le retient dans la liste finale de joueurs disputant la  Copa América 2021 au Brésil. Il dispute deux matchs dans cette dernière compétition qui voit le Pérou atteindre la 4e place.
Il prend part également aux éliminatoires de la Coupe du monde 2022 (quatre matchs). Lors du barrage de qualifications face à l'Australie, il rate le dernier tir au but décisif face au gardien australien Andrew Redmayne, synonyme d'élimination pour le Pérou.

## Statistiques

### En sélection nationale
| Saison                | Sélection             | Phases finales        | Phases finales | Phases finales | Phases finales | Éliminatoires CDM | Éliminatoires CDM | Éliminatoires CDM | Matchs amicaux | Matchs amicaux | Matchs amicaux | Total | Total | Total |
| Saison                | Sélection             | Compétition           | M              | B              | Pd             | M                 | B                 | Pd                | M              | B              | Pd             | M     | B     | Pd    |
| --------------------- | --------------------- | --------------------- | -------------- | -------------- | -------------- | ----------------- | ----------------- | ----------------- | -------------- | -------------- | -------------- | ----- | ----- | ----- |
| 2020-2021             | Pérou                 | Copa América 2021 4e  | 2              | 0              | 0              | 0                 | 0                 | 0                 | -              | -              | -              | 2     | 0     | 0     |
| 2021-2022             | Pérou                 | -                     | -              | -              | -              | 4                 | 0                 | 0                 | 2              | 2              | 0              | 6     | 2     | 0     |
| 2022-2023             | Pérou                 | -                     | -              | -              | -              | -                 | -                 | -                 | 5              | 1              | 0              | 5     | 1     | 0     |
| 2023-2024             | Pérou                 | Copa América 2024     | -              | -              | -              | 1                 | 0                 | 0                 | 1              | 0              | 0              | 2     | 0     | 0     |
| 2024-2025             | Pérou                 | -                     | -              | -              | -              | 5                 | 0                 | 1                 | -              | -              | -              | 5     | 0     | 1     |
| Total sur la carrière | Total sur la carrière | Total sur la carrière | 2              | 0              | 0              | 10                | 0                 | 1                 | 8              | 3              | 0              | 20    | 3     | 1     |

#### Buts en sélection
| Buts en sélection d'Alex Valera | Buts en sélection d'Alex Valera | Buts en sélection d'Alex Valera  | Buts en sélection d'Alex Valera | Buts en sélection d'Alex Valera | Buts en sélection d'Alex Valera | Buts en sélection d'Alex Valera |
|                                 | Date                            | Lieu                             | Adversaire                      | Score                           | Résultat                        | Compétition                     |
| ------------------------------- | ------------------------------- | -------------------------------- | ------------------------------- | ------------------------------- | ------------------------------- | ------------------------------- |
| 1.                              | 16 janvier 2022                 | Estadio Nacional, Lima (Pérou)   | Panama                          | 1-0                             | 1-1                             | Amical                          |
| 2.                              | 20 janvier 2022                 | Estadio Nacional, Lima (Pérou)   | Jamaïque                        | 2-0                             | 3-0                             | Amical                          |
| 3.                              | 16 novembre 2022                | Estadio Monumental, Lima (Pérou) | Paraguay                        | 1-0                             | 1-0                             | Amical                          |

## Palmarès
| Pirata FC - Copa Perú (1) : - Vainqueur : 2018. |  | Deportivo Llacuabamba - Copa Perú : - Finaliste : 2019. |  | Universitario de Deportes - Championnat du Pérou (1) : - Champion : 2023. |